# Polinômios de Tchebychev
Em matemática, os polinômios de Chebychev (em português brasileiro), receberam esse nome após o matemático Pafnuty Chebyshev defini-los como uma sequência de polinômios ortogonais, relacionados com a fórmula de Moivre e facilmente obtíveis de forma recursiva. Costuma-se denotar os polinômios de Chebyshev de primeira ordem por Tn o os polinômios de Chebyshev de segunda ordem por Un. O uso da letra T para os polinômios de primeira ordem foi dado devido a uma das trasliterações de Chebyshev, que admitem também Chebyshev, Tchebyshef e Tschebyscheff.
Os polinômios de Chebyshev Tn ou Un são polinômios de grau n e a sequência dos polinômios de todos os graus formam uma sequência polinomial.
Os polinômios de Chebyshev são importantes na teoria da aproximação porque as raízes dos polinômios de primeira ordem podem ser utilizados na interpolação polinomial. O resultado da interpolação minimiza o problema do fenômeno de Runge e fornece a melhor aproximação de uma função contínua que obedece à norma do supremo. Essa aproximação conduz diretamente ao método da quadratura de Clenshaw–Curtis.
No estudo de equações diferenciais os polinômios de Chebyshev surgem como soluções das equações de Chebyshev:
{\displaystyle (1-x^{2})\,y''-x\,y'+n^{2}\,y=0\,\!}
e
{\displaystyle (1-x^{2})\,y''-3x\,y'+n(n+2)\,y=0\,\!}

## Definição
Os polinômios de Chebyshev de primeira ordem são definidos pela relação recursiva:
{\displaystyle T_{0}(x)=1\,\!}
{\displaystyle T_{1}(x)=x\,\!}
{\displaystyle T_{n+1}(x)=2xT_{n}(x)-T_{n-1}(x).\,\!}
Um exemplo de função geradora para Tn é
{\displaystyle \sum _{n=0}^{\infty }T_{n}(x)t^{n}={\frac {1-tx}{1-2tx+t^{2}}}.\,\!}
Os polinômios de Chebyshev de segunda ordem são definidos pela relação recursiva:
{\displaystyle U_{0}(x)=1\,\!}
{\displaystyle U_{1}(x)=2x\,\!}
{\displaystyle U_{n+1}(x)=2xU_{n}(x)-U_{n-1}(x).\,\!}
Um exemplo de função geradora para Un é
{\displaystyle \sum _{n=0}^{\infty }U_{n}(x)t^{n}={\frac {1}{1-t(2x+t)}}.\,\!}

### Definição trigonométrica
Os polinômios de Chebyshev podem ser definidos através das identidades trigonométricas:
{\displaystyle T_{n}(x)=\cos(n\arccos x)=\cosh(n\,\mathrm {arccosh} \,x)\,\!}
onde:
{\displaystyle T_{n}(\cos(\vartheta ))=\cos(n\vartheta )\,\!}
para n = 0, 1, 2, 3, ..., enquanto os polinômios de segunda ordem satisfazem
{\displaystyle U_{n}(\cos(\vartheta ))={\frac {\sin((n+1)\vartheta )}{\sin \vartheta }}\,\!}
que são semelhantes às equações núcleo de Dirichlet.

### Aplicação da definição trigonométrica
Tomando-se
{\displaystyle T_{0}(x)=\cos \ 0x\ =1\,\!}
e
{\displaystyle T_{1}(\cos(x))=\cos \ (x)\,\!}
é fácil obter algumas propriedades trigonométricas utilizando os polinômios de Chebyshev:
{\displaystyle \cos(2\vartheta )=2\cos \vartheta \cos \vartheta -\cos(0\vartheta )=2\cos ^{2}\,\vartheta -1\,\!}
{\displaystyle \cos(3\vartheta )=2\cos \vartheta \cos(2\vartheta )-\cos \vartheta =4\cos ^{3}\,\vartheta -3\cos \vartheta \,\!}
e assim por diante.

### Relação entre os polinômios de Chebyshev de primeira e segunda ordem
Os polinômios de Chebyshev de primeira e segunda ordem estão estreitamente correlacionados pelas seguintes equações:
{\displaystyle {\frac {d}{dx}}\,T_{n}(x)=nU_{n-1}(x){\mbox{, }}n=1,\ldots }
{\displaystyle T_{n}(x)={\frac {1}{2}}(U_{n}(x)-\,U_{n-2}(x)).}
{\displaystyle T_{n+1}(x)=xT_{n}(x)-(1-x^{2})U_{n-1}(x)\,}
{\displaystyle T_{n}(x)=U_{n}(x)-x\,U_{n-1}(x).}
A relação entre as derivadas dos polinômios de Chebyshev são dadas pelas seguintes equações:
{\displaystyle 2T_{n}(x)={\frac {1}{n+1}}\;{\frac {d}{dx}}T_{n+1}(x)-{\frac {1}{n-1}}\;{\frac {d}{dx}}T_{n-1}(x){\mbox{, }}\quad n=1,\ldots }
Essas propriedades são utilizadas para obter as soluções de equações diferenciais pelo método do espectro de Chebyshev.
De forma equivalente as duas sequências, de primeira e segunda ordem, podem ser definidas de forma mutuamente recursiva:
{\displaystyle T_{0}(x)=1\,\!}
{\displaystyle U_{-1}(x)=0\,\!}
{\displaystyle T_{n+1}(x)=xT_{n}(x)-(1-x^{2})U_{n-1}(x)\,}
{\displaystyle U_{n}(x)=xU_{n-1}(x)+T_{n}(x)\,}

## Fórmulas específicas
Diferentes abordagens na definição dos polinômios de Chebyshev levam a fórmulas específicas, tais como:
{\displaystyle T_{n}(x)={\begin{cases}\cos(n\arccos(x)),&\ x\in [-1,1]\\\cosh(n\,\mathrm {arccosh} (x)),&\ x\geq 1\\(-1)^{n}\cosh(n\,\mathrm {arccosh} (-x)),&\ x\leq -1\\\end{cases}}\,\!}
{\displaystyle {\begin{aligned}T_{n}(x)&={\frac {(x-{\sqrt {x^{2}-1}})^{n}+(x+{\sqrt {x^{2}-1}})^{n}}{2}}\\&=\sum _{k=0}^{\lfloor n/2\rfloor }{\binom {n}{2k}}(x^{2}-1)^{k}x^{n-2k}=x^{n}\sum _{k=0}^{\lfloor n/2\rfloor }{\binom {n}{2k}}(1-x^{-2})^{k}\end{aligned}}}
{\displaystyle {\begin{aligned}U_{n}(x)&={\frac {(x+{\sqrt {x^{2}-1}})^{n+1}-(x-{\sqrt {x^{2}-1}})^{n+1}}{2{\sqrt {x^{2}-1}}}}\\&=\sum _{k=0}^{\lfloor n/2\rfloor }{\binom {n+1}{2k+1}}(x^{2}-1)^{k}x^{n-2k}=x^{n}\sum _{k=0}^{\lfloor n/2\rfloor }{\binom {n+1}{2k+1}}(1-x^{-2})^{k}\end{aligned}}}

## Propriedades

### Aninhamento
Um corolário imediato da definição recursiva dos polinômios de Chebyshev é a propriedade de aninhamento, ou identidade de composição:
{\displaystyle T_{n}(T_{m}(x))=T_{n\cdot m}(x).\,\!}

### Ortogonalidade
Ambas os polinômios de primeira e segunda ordem, Tn e Un, formam uma sequência de polinômios ortogonais. Os polinômios de primeira ordem são ortogonais com relação ao peso
{\displaystyle {\frac {1}{\sqrt {1-x^{2}}}},\,\!}
no intervalo [−1,1], ou seja:
{\displaystyle \int _{-1}^{1}T_{n}(x)T_{m}(x)\,{\frac {dx}{\sqrt {1-x^{2}}}}=\left\{{\begin{matrix}0&:n\neq m~~~~~\\\pi &:n=m=0\\\pi /2&:n=m\neq 0\end{matrix}}\right.\,\!}
Tal propriedade pode ser provada definindo {\displaystyle x=\cos(\vartheta )} e usando a identidade
{\displaystyle T_{n}(\cos(\vartheta ))=\cos(n\vartheta )}. Similarmente os polinômios de segunda ordem são ortogonais ao peso
{\displaystyle {\sqrt {1-x^{2}}}\,\!}
no intervalo [−1,1], ou seja:
{\displaystyle \int _{-1}^{1}U_{n}(x)U_{m}(x){\sqrt {1-x^{2}}}\,dx={\begin{cases}0&:n\neq m,\\\pi /2&:n=m.\end{cases}}\,\!}
(Note que o peso {\displaystyle {\sqrt {1-x^{2}}}\,\!} é, dentro de uma constante de normalização, a densidade da distribuição do semicírculo de Wigne.

### Mínimo ∞-norm
Para qualquer n ≥ 1, entre os polinônios de grau n e coeficiente principal 1,
{\displaystyle f(x)={\frac {1}{2^{n-1}}}T_{n}(x)}
é uma função onde o valor absoluto máximo no intervalo [−1, 1] é mínimo.
O valor máximo nesse caso é
{\displaystyle {\frac {1}{2^{n-1}}}}
e |ƒ(x)| atinge o máximo exatamente n + 1 vezes em
{\displaystyle x=\cos {\frac {k\pi }{n}}{\text{ for }}0\leq k\leq n.}

### Diferenciação e integração
As derivadas dos polinômios de Chebyshev podem ser simples de se obter. A diferenciação dos polinômios na forma trigonométrica podem ser obtidos pelas fórmulas:
{\displaystyle {\frac {dT_{n}}{dx}}=nU_{n-1}\,}
{\displaystyle {\frac {dU_{n}}{dx}}={\frac {(n+1)T_{n+1}-xU_{n}}{x^{2}-1}}\,}
{\displaystyle {\frac {d^{2}T_{n}}{dx^{2}}}=n{\frac {nT_{n}-xU_{n-1}}{x^{2}-1}}=n{\frac {(n+1)T_{n}-U_{n}}{x^{2}-1}}.\,}
As duas últimas fórmulas podem causar algumas dificuldades numéricas quando x=1  e x=-1. Pode ser mostrado que:
{\displaystyle {\frac {d^{2}T_{n}}{dx^{2}}}{\Bigg |}_{x=1}\!\!={\frac {n^{4}-n^{2}}{3}},}
{\displaystyle {\frac {d^{2}T_{n}}{dx^{2}}}{\Bigg |}_{x=-1}\!\!=(-1)^{n}{\frac {n^{4}-n^{2}}{3}}.}

### Raízes e extremos
Um polinômio de Chebyshev de grau n tem n raízes raízes simples, chamadas de "nós" de Chebyshev, compreendidas no intervalo [−1,1]. As raízes são muitas vezes chamadas por esse nome porque são frequentemente utilizadas na interpolação polinomial. Usando a definição trigonométrica e usando a propriedade
{\displaystyle \cos \left({\frac {\pi }{2}}\,(2k+1)\right)=0}
é possível mostrar facilmente que as raízes de Tn são
{\displaystyle x_{k}=\cos \left({\frac {\pi }{2}}\,{\frac {2k-1}{n}}\right),\quad k=1,\ldots ,n.}
Similarmente, as raízes de Un são
{\displaystyle x_{k}=\cos \left({\frac {k}{n+1}}\pi \right),\quad k=1,\ldots ,n.}
Uma propriedade dos polinômios de Chebyshev de primeira ordem é que no intervalo -1 ≤ x ≤ 1 todos os máximos e mínimos valores são -1 ou 1. Dessa forma esses polinômios tem apenas dois valores críticos, tal como definidos pelos polinômios de Shabat. Ambos os polinômios de primeira ordem e segunda ordem possuem os extremos no limite de intervalo de definição das funções, sendo dados por:
{\displaystyle T_{n}(1)=1\,}
{\displaystyle T_{n}(-1)=(-1)^{n}\,}
{\displaystyle U_{n}(1)=n+1\,}
{\displaystyle U_{n}(-1)=(n+1)(-1)^{n}.\,}

### Outras propriedades
- Os polinômios de Chebyshev são um caso particular dos polinômios de Gegenbauer, que por sua vez é caso particular dos polinômios de Jacobi.
- Para todo inteiro n não negativo, Tn(x) e Un(x) são ambos polinômios de grau n. Eles são funções ímpares ou pares de x se n é ímpar ou par, respectivamente.
- O coeficiente principal de Tn é 2n-1 se 1≤n e 1 se 0=n.
- Tn são casos especiais das curvas de Lissajous com frequência relativa igual a n:1.
- Diversas sequências de polinômios tais como os polinômios de Lucas  (Ln), polinômios de Dickson (Dn), polinômios de Fibonacci (Fn) estão correlacionados com os polinômios de Chebyshev Tn e Un.
- Qualquer polinômio arbitrário de grau n pode ser escrito em termos de uma somatória de polinônios de Chebyshev de primeira ordem de grau máximo n. Tal polinômio arbitrário p(x) pode ser escrito como

{\displaystyle p(x)=\sum _{n=0}^{N}a_{n}T_{n}(x).}

## Exemplos

Os primeiros cinco polinômios de Chebyshev de primeira ordem no domínio -1<x<1: The flat T_{0}, T_{1}, T_{2}, T_{3}, T_{4} and T_{5}.

Os primeiros cinco polinômios de Chebyshev de segunda ordem no domínio −1 < x < 1: The flat U_{0}, U_{1}, U_{2}, U_{3}, U_{4} and U_{5}.

Os primeiros cinco polinômios de Chebyshev de primeira ordem são:
{\displaystyle T_{0}(x)=1\,}
{\displaystyle T_{1}(x)=x\,}
{\displaystyle T_{2}(x)=2x^{2}-1\,}
{\displaystyle T_{3}(x)=4x^{3}-3x\,}
{\displaystyle T_{4}(x)=8x^{4}-8x^{2}+1\,}
{\displaystyle T_{5}(x)=16x^{5}-20x^{3}+5x\,}
{\displaystyle T_{6}(x)=32x^{6}-48x^{4}+18x^{2}-1\,}
{\displaystyle T_{7}(x)=64x^{7}-112x^{5}+56x^{3}-7x\,}
{\displaystyle T_{8}(x)=128x^{8}-256x^{6}+160x^{4}-32x^{2}+1\,}
{\displaystyle T_{9}(x)=256x^{9}-576x^{7}+432x^{5}-120x^{3}+9x.\,}
Os primeiros cinco polinômios de Chebyshev de segunda ordem são:
{\displaystyle U_{0}(x)=1\,}
{\displaystyle U_{1}(x)=2x\,}
{\displaystyle U_{2}(x)=4x^{2}-1\,}
{\displaystyle U_{3}(x)=8x^{3}-4x\,}
{\displaystyle U_{4}(x)=16x^{4}-12x^{2}+1\,}
{\displaystyle U_{5}(x)=32x^{5}-32x^{3}+6x\,}
{\displaystyle U_{6}(x)=64x^{6}-80x^{4}+24x^{2}-1\,}
{\displaystyle U_{7}(x)=128x^{7}-192x^{5}+80x^{3}-8x\,}
{\displaystyle U_{8}(x)=256x^{8}-448x^{6}+240x^{4}-40x^{2}+1\,}
{\displaystyle U_{9}(x)=512x^{9}-1024x^{7}+672x^{5}-160x^{3}+10x.\,}